# Zyle Daewoo Commercial Vehicle

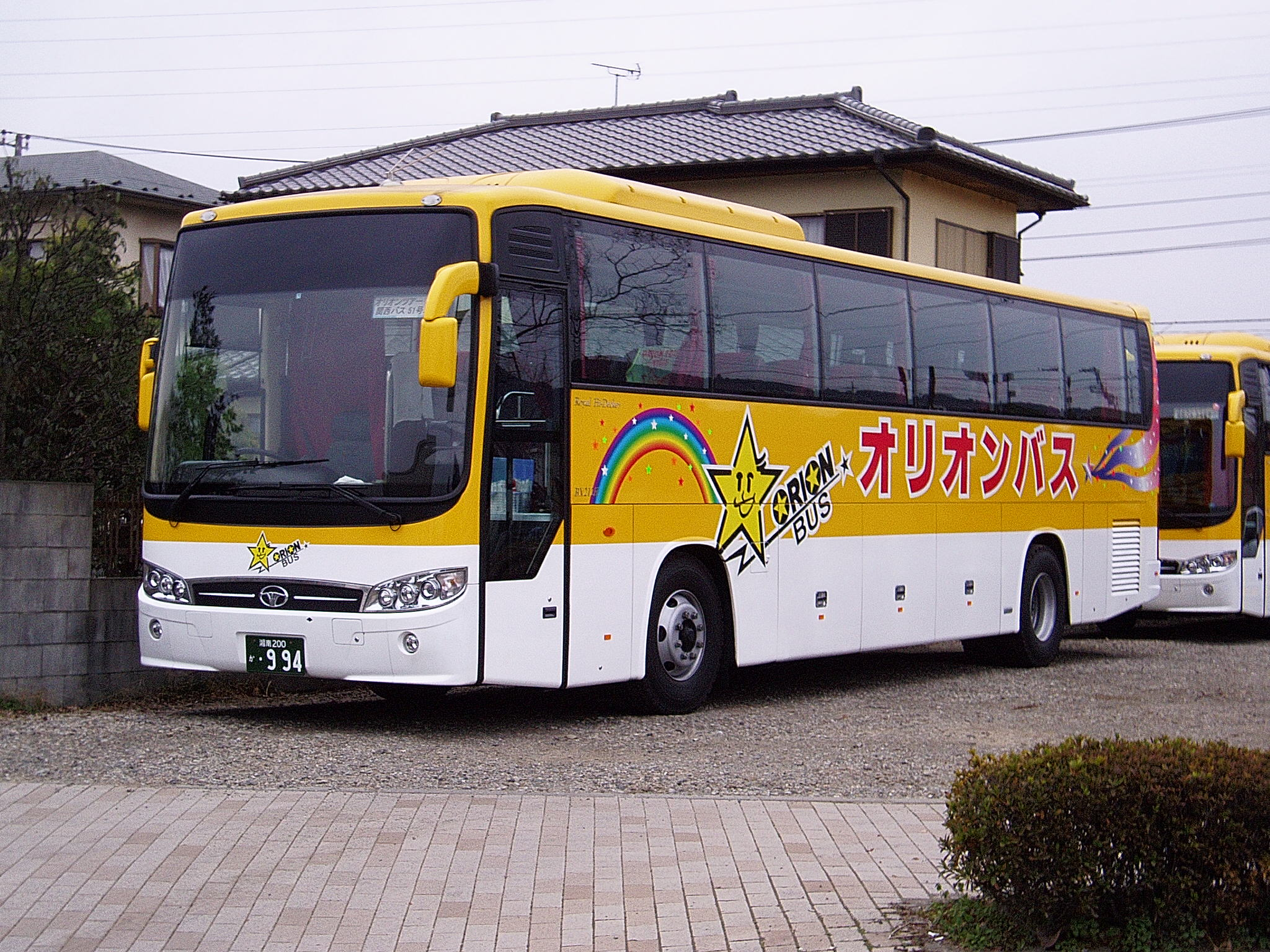
Daewoo Bus BX212 Japón

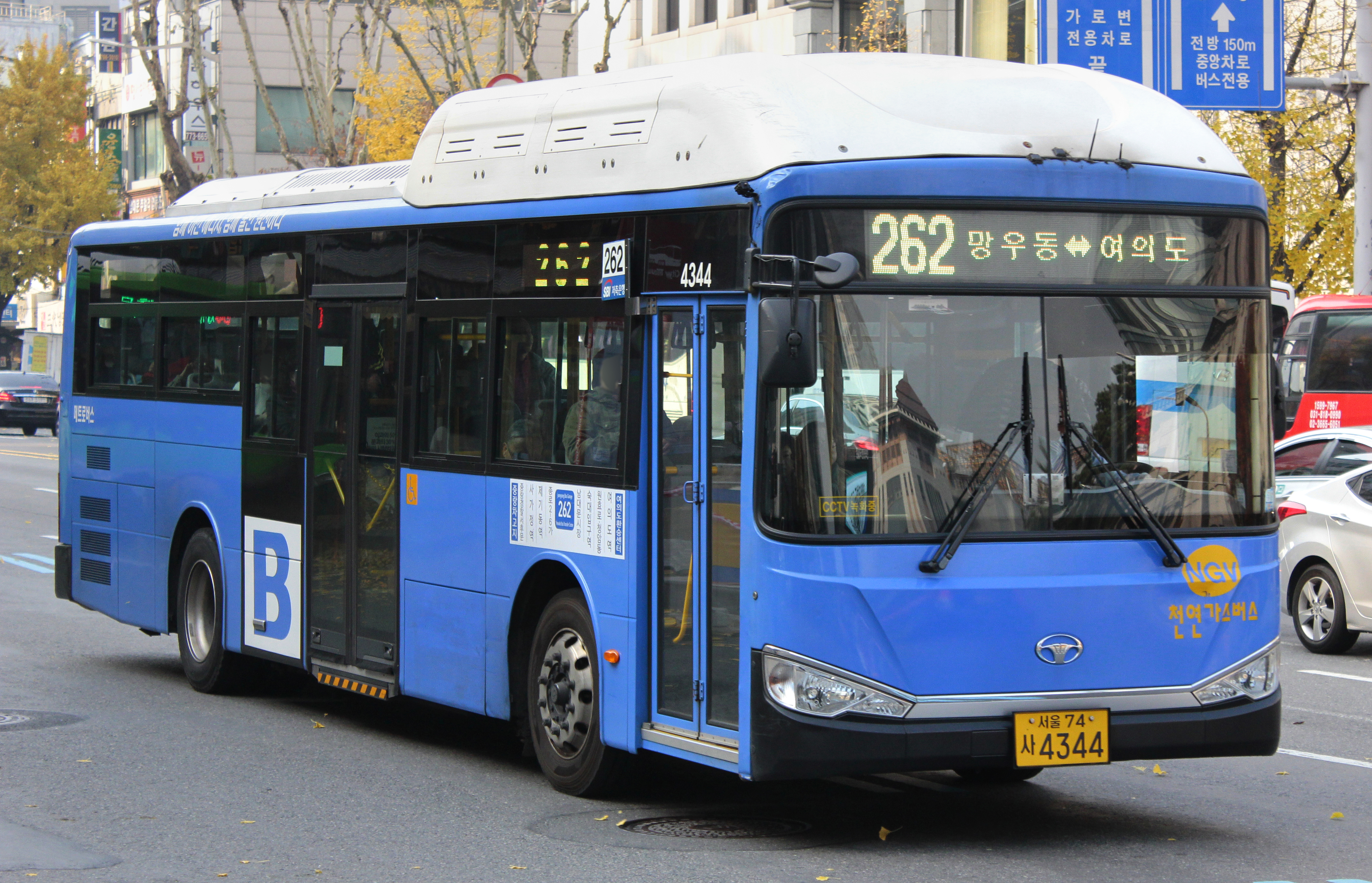
Daewoo Bus BS110CN Seúl Corea del Sur

Zyle Commercial Vehicle (자일상용차) es un fabricante de autobuses  de Corea del Sur. 

## Historia
La historia de Daewoo Bus se remonta al año 1955 cuando se llamaba Shinjin Industry Company, fabricante de automóviles y autobuses.
En 1962 lanza su primer modelo un microbús llamado Shinjin Star. En 1963 comienza la producción de su primer autobús interurbano, llamado New Star.
En 1968 se lanza el primer modelo con motor Daewoo llamado DB102L.
En 1972 se firma una alianza con General Motors Company (GMC) dando vida a GM Corea y se lanza el primer bus bajo la marca Chevrolet, el modelo llamado BD50L.
En 1973, de la unión entre General Motors y Shinji Industry, adquieren Saenah Motor Company. Sin embargo tuvo poco éxito y en 1976 Shinji Industry entra en crisis financiera lo que le obliga a vender su participación del 50% al Banco de Desarrollo de Corea (KDB por sus siglas en inglés). 
En 1976 tras 21 años de historia se realiza la primera exportación con destino a Egipto.
En 1978 General Motors adquiere el 50% de KDB en Saenah Motor Company. 
En 1983 debido al crecimiento de la compañía se decide unificar sus divisiones de buses, automóviles y camiones bajo un mismo nombre, dando con ello el nacimiento de Daewoo Motors Company.
En 1993 se inaugura la primera planta en el extranjero, ubicada en Guilin, China. 
En 1999 se venden las primeras unidades urbanas de piso bajo en Corea del Sur.
En 2003, General Motors decide vender sus divisiones de autobuses y camiones, siendo la división camiones vendida al fabricante de automóviles indio Tata Motors, mientras la división de buses es vendida al fabricante de sombreros Young An Hat Company propiedad de Baik Sung Hak, dando con ello el nacimiento de Daewoo Bus Corporation. Anteriormente, en 1994, Baik Sung Hak adquirió el fabricante de autobuses costarricense MAUCO.
En 2009 Daewoo Bus se consolida como líder indiscutible en el uso del gas natural comprimido (GNC).
En la actualidad Daewoo Bus cuenta con diez fábricas en todo el mundo distribuidas de la siguiente manera: tres en Corea del Sur, dos en China, una en Costa Rica, una en Taiwán, una Pakistán, una en Vietnam y una en Kazajistán.

## Modelos de autobús
- BX212H/S
- BH120F
- BH119
- BH117H
- BH116
- BH115E
- BF116
- BH090
- BS120CN (vehículo de gas natural)
- BV120MA
- BC211M
- BS116
- BS090

## Historia autobús
| - Shinjin Micro Bus (1962) - Shinjin Light Bus (1965) - Pioneer (1965) - FB100LK (1966) - B-FB-50 (1966) - DB102L (1968) - DHB400C (1970) - DAB (1970) - RC420TP (1971) - DB105LC (1972) - BD50DL (1973) - BLD24 (1973) - BD098 (1976) - BD101 (1976) - BU100/110 (1976) - BU120 (1976) - BL064 (1977) - BF101 (1977) - BR101 (1980) - BH120 (1981) - BV113 (1982) - BF105 (1982) - tito (1979) | - BV101 (1983) - BH115H (1984) - BH120H (1985) - BS105 (1986) - BU113 (1986) - BF120 (1987) - BS106 (1991) - BH120F (1994) - BH113 (1994) - BH117H (1995) - BM090 (1996) - BH116 (1997) - BH115E (1998) - BF106 (2001) - BH090 (2001) - BS090 (2002) - BV120MA (2002) - BS120CN (2002) - BH119 (2003) - BH120 (2003-2012) - BX212 (2004-2012) - BC211M (2005) - FX120 (2012) |